# رباط آویزان‌کننده تخمدان
رُباط آویزان‌کننده تخمدان (انگلیسی: Suspensory ligament of ovary) یک چین صفاقی است که از تخمدان تا دیواره لگن امتداد دارد. برخی منابع آن را بخشی از رباط پهن زهدان می‌دانند، در حالی که منابع دیگر آن را تنها بخش پایانی آن رباط به حساب می‌آورند.
رباط آویزان‌کننده تخمدان، یک رباط واقعی محسوب نمی‌شود زیرا عملاً از هیچ‌یک از ساختارهای کالبدشناختی پشتیبانی نمی‌کند، اما در هر صورت یک مشخصه مهم است و عروق تخمدان را در خود جای داده‌است. 
رباط آویزان‌کننده از روی سرخرگ‌ها و سیاهرگ‌های تهیگاهی (ایلیاک) به سمت بالا می‌رود.